# Diocese de Cabinda
A Diocese de Cabinda (Diœcesis Cabindana) é uma circunscrição eclesiástica da Igreja Católica em Angola, pertencente à Província Eclesiástica de Luanda, sendo sufragânea da arquidiocese de Luanda. A sé episcopal está na catedral de Nossa Senhora Rainha do Mundo, na cidade de Cabinda, na província de Cabinda.
Tem uma superfície de 7 120 km². Está localizada no extremo norte de Angola, abarcando a totalidade da província de Cabinda, o único exclave do país. A população do território diocesano é composta por inúmeras origens étnicas, mas com uma maioria de congos.

## Histórico
Antes da ereção da Diocese de Cabinda, na localidade de Cacongo (á época somente uma vila do município de Cabinda), e posteriormente na própria cidade de Cabinda, esteve instalada a Prefeitura Apostólica do Baixo Congo no Cubango (ou do Congo Português) entre 1886 e 1940, criada a partir do território da Diocese de Angola e Congo (actual Arquidiocese de Luanda) no ano de 1640 e tendo sede em Mabanza Congo até 1886. Embora a prefeitura apostólica tenha sido suprimida em benefício da Arquidiocese de Luanda, considera-se esta a primeira sede católica cabindense.
Foi recriada como diocese no dia 2 de junho de 1984 pela bula Catholicae prosperitas, pelo Papa João Paulo II, quando foi desmembrada da Arquidiocese de Luanda. Foi primeiro bispo o senhor dom Paulino Fernandes Madeca.

## Lista de bispos de Cabinda
|                          | Nome                                | Período    | Notas                       |
| Bispos                   | Bispos                              | Bispos     | Bispos                      |
| ------------------------ | ----------------------------------- | ---------- | --------------------------- |
| 3°                       | Belmiro Cuica Chissengueti, C.S.Sp. | 2018-atual |                             |
| 2º                       | Filomeno do Nascimento Vieira Dias  | 2005-2014  | Nomeado Arcebispo de Luanda |
| 1º                       | Paulino Fernandes Madeca            | 1984-2005  |                             |
| Administrador Apostólico |                                     |            |                             |
|                          | Filomeno do Nascimento Vieira Dias  | 2014-2018  | Arcebispo de Luanda         |